# Born in the U.S.A./Shut Out the Light
Born in the U.S.A./Shut Out the Light è un singolo di Bruce Springsteen pubblicato nell'ottobre del 1984 dalla Columbia Records.

## Storia
Mentre il brano sul lato A venne inserito nell'album Born in the U.S.A. diventandone la title track, il retro rimase inedito su LP per alcuni anni e fu pubblicato su album solo nel 1998 in Tracks.

## Contenuti
Mentre musicalmente Born in the U.S.A. è un brano rock, Shut Out the Light è una ballata.
Nel testo entrambe le canzoni affrontano il tema della guerra in Vietnam e nascevano in origine come unica canzone, intitolata Vietnam; la prima strofa di questo brano venne espunta da Springsteen e divenne il punto di partenza per Shut Out the Light, mentre il resto diventò Born in th U.S.A. con un cambiamento di titolo..

## Copertina
La copertina del disco riproduce l'artista con sullo sfondo la bandiera degli Stati Uniti d'America.

## Tracce
Lato A
1. Born in the U.S.A. – 4:39 (Bruce Springsteen)

Lato  B
1. Shut Out the Light – 3:45 (Bruce Springsteen)

## Formazione
- Bruce Springsteen - voce, chitarra acustica ed elettrica
- Clarence Clemons - sassofono, percussioni, cori
- Roy Bittan - sintetizzatore, pianoforte, tastiera, cori
- Danny Federici - organo, pianoforte in Born in the U.S.A.
- Garry Tallent - basso, cori
- Steven Van Zandt - chitarra aucustica, mandolino, cori
- Max Weinberg - batteria, percussioni, cori
- Soozie Tyrell - Violino in Shut Out the Light